# Régate royale de Henley

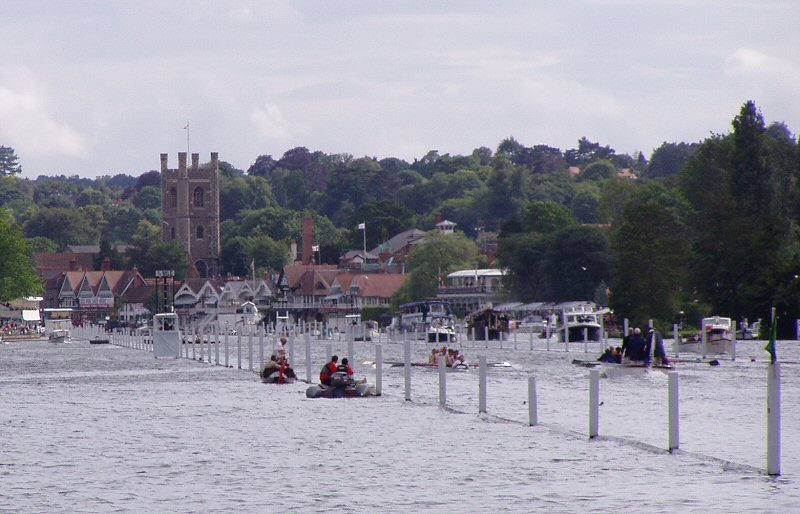
Une course lors de la régate de 2004.

La régate royale de Henley (en anglais Henley Royal Regatta) est une compétition d'aviron qui se déroule chaque année sur la Tamise dans la ville de Henley-on-Thames, en Angleterre. La regate se déroule sur 5 jours, du mercredi au premier dimanche de juillet. Les équipages s'affrontent deux par deux par élimination directe sur une distance de 1 mile 550 yards (2 112 m).